# Ленино (Пуховичский район)
Ленино (бел. Ленiна) — деревня в Пуховичском районе Минской области. Входит в состав Туринского сельсовета.

## Географическое положение
Находится примерно в 10 километрах северо-восточнее райцентра и в 14 километрах от железнодорожной станции Пуховичи на линии Минск—Осиповичи, в 48 км от Минска, в 1,8 км к западу от автодороги Червень—Марьина Горка. К югу—юго-западу от деревни расположен небольшой пруд, входящий в мелиоративную сеть.

## История
Населённый пункт был основан в 1920-е годы как посёлок Ленин на территории Туринского сельсовета Пуховичского района (с 20 февраля 1938 — Минской области). На 1926 год в посёлке было 12 дворов. К 1939 году их количество возросло до 17. В период Великой Отечественной войны оккупирован немецко-фашистскими захватчиками в конце июня 1941 года. Освобождён в начале июля 1944 года. По состоянию на 2002 год деревня Ленино входила в состав Туринского сельсовета, здесь насчитывалось 8 круглогодично жилых домов и 17 постоянных жителей. На 2012 год отмечено 10 круглогодично жилых домов, 13 постоянных жителей

## Население
- 1926 — 12 дворов
- 1939 — 17 дворов
- 2002 — 8 дворов, 17 жителей
- 2012 — 10 дворов, 13 жителей
- 2019 —